# Panhard 165/175
Панар 165/175 (фр. Panhard 165/175), также известный под его колониальным обозначением  Panhard TOE (фр. Theatre d’Operation d Outre-Mer, — «для заморских военных театров действий») — французский бронеавтомобиль 1930-х годов. Создан в 1926—1929 годах фирмой «Панар» (фр. Panhard) по заказу французской кавалерии на роль разведывательного бронеавтомобиля кавалерийских соединений. Выпускался в 1930—1933 годах, построено не менее 59 бронеавтомобилей. Состоял на вооружении Армии Франции и колониальных армий Режима Виши.

## История создания
В конца 1920-х годов Управление кавалерии во Франции было не удовлетворено техническими характеристиками бронеавтомобилей Laffly-White разработанных ещё в годы Первой мировой войны, поэтому выдало заказ на разработку нового разведывательного бронеавтомобиля отвечающего условиям во французских колониях. Разработку броневого корпуса поручили армейским автомастерским в Венсенне, а ходовую часть разработала фирма Panhard, известный во Франции автомобилестроитель. За основу были взяты прототипы бронеавтомобиля АМ 20. Однако военным требовалась повышенная проходимость. Поэтому новые бронеавтомобили снабдили специальными колёсами большого диаметра и шинами для работы в условиях пустынной местности, а также сделали шасси полноприводным (4Х4). Первые прототипы были готовы в 1929 году.

## Серийное производство
После испытаний и доработок автомобиль начали выпускать в 1930 году и выпускали до 1933 года, построив 59 единиц. 

## Описание конструкции

### Броневой корпус и башня
Броневой корпус с передней компоновкой двигателя. В средней части корпуса боевое отделение на четыре члена экипажа (механик-водитель, наводчик, стрелок и командир). По бортам корпуса две большие прямоугольные двери. Рядом с ними ближе к капоту ящики для инструмента, запчастей и шанцевого инструмента. На крыше боевого отделения корпуса восьмигранная башня, верхние бронепластины которой имеют большой угол наклона. На верхнем бронелисте размещена командирская башенка с передний смотровой щелью и люком.

### Вооружение
На лобовом листе башни монтировалось 37-мм орудие Пюто, длиной ствола в 21 калибр, с правой стороны и 7,5-мм пулемет М24/29 с левой стороны.

### Двигатель и трансмиссия
Двигатель бензиновый, 4-цилиндровый, мощность 86 л.с. Позволял развивать максимальную скорость по шоссе до 75 км/ч, а по пересеченной местности до 40 км/ч.

### Средства наблюдения и связи
Радиостанция модели ER26 или ER31 (не на всех экземплярах).

## Модификации
- Panhard 165 - изначальный вариант бронеавтомобиля выпуска 1930-1932.
- Panhard 175 - модернизированный вариант, с усиленной подвеской 1933 года.
- Camion blindé Panhard 165 - бронетранспортер для пехоты созданный на базе данного бронеавтомобиля. Имел переработанный, корпус без башни. В 1932-33 годах построено не более 19 единиц.

## Операторы
- Третья Французская республика
- Французское государство

## Служба и боевое применение
Практически все Panhard 165/175 были отправлены в колонии Франции. Прежде всего в Марокко и Алжир, где они несли патрулирование и помогали подавлять бунты местных племен. По причине их дальнего нахождения от Французской метрополии они не попала в руки немцев после капитуляции Франции и продолжили свою службу в колониях, уже при колониальных войсках режима Виши. Позднее несколько машин были отправлены в Леванту. Ограниченно использовались для отражения англо-американской высадки в Алжире и Марокко в ноябре 1942 года. Оставшиеся бронеавтомобили продолжили нести службу вплоть до 1946 года, пока не были сняты с вооружения.

## Оценка машины
Бронеавтомобиль получил, в целом, неплохие отзывы военных, как удовлетворяющий условиям несения службы в колониях. У него была хорошая проходимость и достаточная защищенность. К недостаткам можно было отнести устаревшее вооружение, прежде всего артиллерийское орудие, в связи с чем, в 1941 году силами колониальных военных инженеров его попытались заменить на 25-мм полуавтоматическую пушку. Также к недостаткам можно отнести и классическую компоновку. Всё это заставило в начале 1930-х разработать куда более удачный бронеавтомобиль Panhard 178, ставший в 1930-е годы одним из лучших в мире в своём классе.

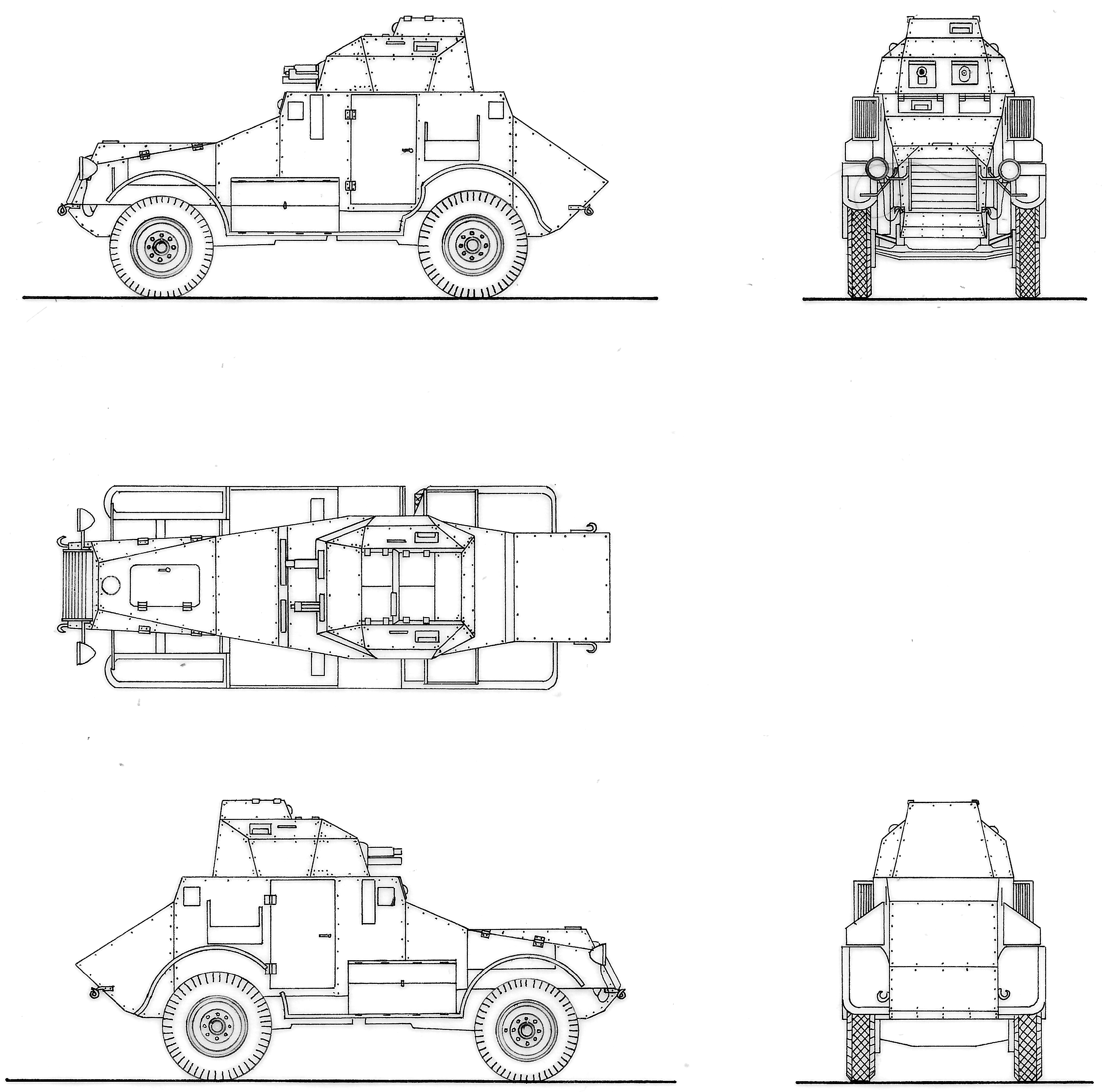
Компоновочная схема Panhard TOE.
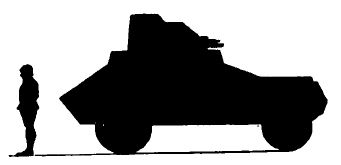
Сравнительная схема бронеавтомобиля с человеком.